# Barkspade
En barkspade er et spadeformet redskab (værktøj) med skarp æg, der anvendes af skovarbejdere til afbarkning af nåletræer. Det eksemplar jeg har set på Køge Museums afdeling i Vallø, havde konveks æg, men forstander Iver Nissen, Skovskolen i Nødebo har mundtligt (1990) fortalt at æggen skal være ret og ikke konveks.
Sammenlign afkvistningsspade, barkjern og barkskraber.